# Дания на летних Олимпийских играх 2016
Дания на летних Олимпийских играх 2016 года была представлена 121 спортсменом в 16 видах спорта. 5 февраля 2016 года было объявлено, что знаменосцем страны на церемонии открытия Игр станет бывшая первая ракетка мира в женском одиночном разряде теннисистка Каролина Возняцки. На церемонии закрытия флаг несла чемпионка Игр в плавании на дистанции 50 метров вольным стилем Пернилле Блуме, завоевавшая первое золото для Дании в плавании за 68 лет. По итогам соревнований на счету датских спортсменов было 2 золотых, 6 серебряных и 7 бронзовых медалей, что позволило сборной Дании занять 28-е место в неофициальном медальном зачёте.

## Медали
| Золото  | |                                                           |            |
| №       | Спортсмены | Вид спорта (дисциплина)                                   | Дата       |
| 1       | Пернилле Блуме | Плавание (50 метров вольным стилем, женщины)              | 13 августа |
| 2       | Мужская сборная по гандболу Николас Ландин Рене Тофт Хансен Мадс Кристиансен Хенрик Мёльгор Мадс Менса Ларсен Каспер Сённергор Каспер Ульрих Мортенсен Хенрик Тофт Хансен Йеспер Нёддесбо Миккель Хансен Янник Грин Мортен Ольсен Лассе Сван Хансен Микаэль Дамгор | Гандбол (мужчины)                                         | 21 августа |
| Серебро | |                                                           |            |
| №       | Спортсмены | Вид спорта (дисциплина)                                   | Дата       |
| 1       | Якоб Фульсанг | Велоспорт (групповая шоссейная гонка, мужчины)            | 6 августа  |
| 2       | Якоб Ларсен Якоб Барсёэ Мортен Йоргенсен Каспер Йоргенсен | Академическая гребля (четвёрки, лёгкий вес, мужчины)      | 11 августа |
| 3       | Марк Мадсен | Борьба (греко-римская борьба, до 75 кг, мужчины)          | 14 августа |
| 4       | Камилла Рюттер Юль Кристинна Педерсен | Бадминтон (парный разряд, женщины)                        | 18 августа |
| 5       | Эмма Йохансен | Гребля на байдарках и каноэ (K-1, 500 метров, женщины)    | 18 августа |
| 6       | Сара Петерсен | Лёгкая атлетика (бег на 400 метров с барьерами, женщины)  | 18 августа |
| Бронза  | |                                                           |            |
| №       | Спортсмены | Вид спорта (дисциплина)                                   | Дата       |
| 1       | Лерке Расмуссен Анне Андерсен | Академическая гребля (двойки, женщины)                    | 12 августа |
| 2       | Лассе Норман Хансен Никлас Ларсен Фредерик Мадсен Каспер фон Фольсах Расмус Кводе | Велоспорт (командная гонка преследования, мужчины)        | 12 августа |
| 3       | Мие Нильсен Рикке Мёллер Педерсен Джанетт Оттесен Пернилле Блуме | Плавание (эстафета 4×100 метров комбинированная, женщины) | 13 августа |
| 4       | Лассе Норман Хансен | Велоспорт (омниум, мужчины)                               | 15 августа |
| 5       | Анне-Мари Риндом | Парусный спорт (Лазер Радиал, женщины)                    | 16 августа |
| 6       | Йена Маи Хансен Катя Сальсков-Иверсен | Парусный спорт (49-й FX, женщины)                         | 18 августа |
| 7       | Виктор Аксельсен | Бадминтон (одиночный разряд, мужчины)                     | 20 августа |

## Состав сборной
Академическая гребля
1. Якоб Барсёэ
2. Каспер Йоргенсен
3. Мортен Йоргенсен
4. Якоб Ларсен
5. Мадс Расмуссен
6. Расмус Квист Хансен
7. Анне Андерсен
8. Анне Лолк Томсен
9. Лерке Расмуссен
10. Юлиане Расмуссен
11. Нина Холленсен
12. Фие Удбю Эриксен
13. Лисбет Якобсен

 Бадминтон
1. Виктор Аксельсен
2. Матиас Боэ
3. Ян Йоргенсен
4. Карстен Могенсен
5. Йоахим Фишер Нильсен
6. Лине Кьярсфельдт
7. Кристинна Педерсен
8. Камилла Рюттер Юль

 Борьба
Греко-римская борьба
1. Марк Мадсен

 Шоссейный велоспорт
1. Крис Анкер Сёренсен
2. Якоб Фульсанг
3. Кристофер Юль-Йенсен

 Трековый велоспорт
1. Расмус Кводе
2. Никлас Ларсен
3. Фредерик Мадсен
4. Каспер Фольсах
5. Лассе Норман Хансен
6. Амали Дидериксен

 Маунтинбайк
1. Симон Андреассен
2. Анника Лангвад

 BMX
1. Никлас Лаустсен
2. Симоне Тече

 Гандбол
1. Янник Грин
2. Микаэль Дамгор
3. Мадс Кристиансен
4. Никлас Ландин
5. Мадс Менса Ларсен
6. Хенрик Мёльгор
7. Каспер Ульрих Мортенсен
8. Йеспер Нёддесбо
9. Мортен Ольсен
10. Каспер Сённергор
11. Рене Тофт Хансен
12. Хенрик Тофт Хансен
13. Лассе Сван Хансен
14. Миккель Хансен

 Гольф
1. Сёрен Кельдсен
2. Торбьёрн Олесен
3. Николь Брох Ларсен
4. Нанна Мадсен

Гребля на байдарках и каноэ
 Гребля на гладкой воде
1. Рене Хольтен Поульсен
2. Ида Виллумсен
3. Эмма Остранн Йёргенсен
4. Амали Томсен
5. Хенриетте Хансен

 Конный спорт
1. Андерс Даль
2. Катрин Дюфур
3. Анна Каспшак
4. Агнет Кирк Тинггор

 Лёгкая атлетика
1. Андреас Бубе
2. Абди Улад
3. Оле Хессельбьерг
4. Анна Баумайстер
5. Анна-Эмили Мёллер
6. Сара Петерсен
7. Джессика Петерссон
8. Стина Троэст

 Настольный теннис
1. Йонатан Грот

 Парусный спорт
1. Йонас Варрер
2. Кристиан Петер Любек
3. Аллан Нёррегор
4. Себастьян Фляйшер
5. Микаэль Хансен
6. Йонас Хёг-Кристенсен
7. Лерке Буль-Хансен
8. Анетте Виборг
9. Анне-Мари Риндом
10. Катя Сальсков-Иверсен
11. Йена Маи Хансен

 Плавание
1. Виктор Бромер
2. Магнус Вестерман
3. Мадс Глеснер
4. Сёрен Даль
5. Антон Ипсен
6. Пэл Йонсен
7. Андерс Лиэ
8. Даниэль Сконинг
9. Пернилле Блуме
10. Сара Бро
11. Юлие Кепп Йенсен
12. Рикке Мёллер Педерсен
13. Мие Нильсен
14. Джанетт Оттесен
15. Лотте Фрийс

 Стрельба
1. Торбен Гриммель
2. Йеспер Хансен
3. Стине Нильсен

 Теннис
1. Каролина Возняцки

 Триатлон
1. Андреас Шиллинг

 Футбол
1. Квота 1
2. Квота 2
3. Квота 3
4. Квота 4
5. Квота 5
6. Квота 6
7. Квота 7
8. Квота 8
9. Квота 9
10. Квота 10
11. Квота 11
12. Квота 12
13. Квота 13
14. Квота 14
15. Квота 15
16. Квота 16
17. Квота 17
18. Квота 18

## Результаты соревнований

### Академическая гребля
В следующий раунд из каждого заезда проходят несколько лучших экипажей (в зависимости от дисциплины). В отборочный заезд попадают спортсмены, выбывшие в предварительном раунде. В финал A выходят 6 сильнейших экипажей, остальные разыгрывают места в утешительных финалах B-F.
Мужчины
| Соревнование              | Спортсмены                                                | Предварительный заезд | Предварительный заезд | Предварительный заезд | Отборочный заезд | Отборочный заезд | Отборочный заезд | Четвертьфинал | Четвертьфинал | Четвертьфинал | Полуфинал     | Полуфинал     | Полуфинал     | Финал   | Финал   | Итоговое место |
| Соревнование              | Спортсмены                                                | Заезд                 | Время                 | Место                 | Заезд            | Время            | Место            | Заезд         | Время         | Место         | Заезд         | Время         | Место         | Время   | Место   | Итоговое место |
| ------------------------- | --------------------------------------------------------- | --------------------- | --------------------- | --------------------- | ---------------- | ---------------- | ---------------- | ------------- | ------------- | ------------- | ------------- | ------------- | ------------- | ------- | ------- | -------------- |
| двойки парные, лёгкий вес | Мадс Расмуссен Расмус Квист Хансен                        | 1                     | 6:33,67               | 3                     | 1                | 7:02,78          | 1 Q              | не проводится | не проводится | не проводится | Полуфинал A/B | Полуфинал A/B | Полуфинал A/B | Финал   | Финал   |                |
| двойки парные, лёгкий вес | Мадс Расмуссен Расмус Квист Хансен                        | 1                     | 6:33,67               | 3                     | 1                | 7:02,78          | 1 Q              | не проводится | не проводится | не проводится |               |               |               |         |         |                |
| четвёрки, лёгкий вес      | Якоб Барсёэ Якоб Ларсен Каспер Йоргенсен Мортен Йоргенсен | 2                     | 5:58,21               | 1 Q                   | не участвовали   | не участвовали   | не участвовали   | не проводится | не проводится | не проводится | 2             | 6:19,62       | 2 QA          | Финал A | Финал A |                |
| четвёрки, лёгкий вес      | Якоб Барсёэ Якоб Ларсен Каспер Йоргенсен Мортен Йоргенсен | 2                     | 5:58,21               | 1 Q                   | не участвовали   | не участвовали   | не участвовали   | не проводится | не проводится | не проводится | 2             | 6:19,62       | 2 QA          |         |         |                |

Женщины
| Соревнование              | Спортсмены                        | Предварительный заезд | Предварительный заезд | Предварительный заезд | Отборочный заезд | Отборочный заезд | Отборочный заезд | Четвертьфинал | Четвертьфинал | Четвертьфинал | Полуфинал             | Полуфинал             | Полуфинал             | Финал                 | Финал                 | Итоговое место |
| Соревнование              | Спортсмены                        | Заезд                 | Время                 | Место                 | Заезд            | Время            | Место            | Заезд         | Время         | Место         | Заезд                 | Время                 | Место                 | Время                 | Место                 | Итоговое место |
| ------------------------- | --------------------------------- | --------------------- | --------------------- | --------------------- | ---------------- | ---------------- | ---------------- | ------------- | ------------- | ------------- | --------------------- | --------------------- | --------------------- | --------------------- | --------------------- | -------------- |
| одиночки                  | Фие Удбю Эриксен                  | 2                     | 8:30,07               | 2 Q                   | не участвовала   | не участвовала   | не участвовала   | 3             | 7:33,24       | 1 Q           | Полуфинал A/B         | Полуфинал A/B         | Полуфинал A/B         | Финал                 | Финал                 |                |
| одиночки                  | Фие Удбю Эриксен                  | 2                     | 8:30,07               | 2 Q                   | не участвовала   | не участвовала   | не участвовала   | 3             | 7:33,24       | 1 Q           |                       |                       |                       |                       |                       |                |
| двойки                    | Лерке Расмуссен Анне Андерсен     | 1                     | 7:05,28               | 2 Q                   | не участвовали   | не участвовали   | не участвовали   | не проводится | не проводится | не проводится |                       |                       |                       | Финал                 | Финал                 |                |
| двойки                    | Лерке Расмуссен Анне Андерсен     | 1                     | 7:05,28               | 2 Q                   | не участвовали   | не участвовали   | не участвовали   | не проводится | не проводится | не проводится |                       |                       |                       |                       |                       |                |
| двойки парные             | Лисбет Якобсен Нина Холленсен     | 1                     | 7:18,92               | 5                     | 1                | 7:04,35          | 4                | не проводится | не проводится | не проводится | завершили выступление | завершили выступление | завершили выступление | завершили выступление | завершили выступление | 13             |
| двойки парные, лёгкий вес | Юлиане Расмуссен Анне Лолк Томсен | 1                     | 7:01,84               | 2 Q                   | не участвовали   | не участвовали   | не участвовали   | не проводится | не проводится | не проводится | Полуфинал A/B         | Полуфинал A/B         | Полуфинал A/B         | Финал                 | Финал                 |                |
| двойки парные, лёгкий вес | Юлиане Расмуссен Анне Лолк Томсен | 1                     | 7:01,84               | 2 Q                   | не участвовали   | не участвовали   | не участвовали   | не проводится | не проводится | не проводится |                       |                       |                       |                       |                       |                |

### Бадминтон
Одиночный разряд
| Соревнование | Спортсмены       | Групповой этап | Групповой этап | Групповой этап | 1/8 финала | 1/4 финала | 1/2 финала | Финал | Итоговое место |
| Соревнование | Спортсмены       | 1 матч         | 2 матч         | Место          | 1/8 финала | 1/4 финала | 1/2 финала | Финал | Итоговое место |
| ------------ | ---------------- | -------------- | -------------- | -------------- | ---------- | ---------- | ---------- | ----- | -------------- |
| мужчины      | Виктор Аксельсен | Группа         | Группа         | Группа         |            |            |            |       |                |
| мужчины      | Виктор Аксельсен |                |                |                |            |            |            |       |                |
| мужчины      | Ян Йоргенсен     | Группа         | Группа         | Группа         |            |            |            |       |                |
| мужчины      | Ян Йоргенсен     |                |                |                |            |            |            |       |                |
| женщины      | Лине Кьярсфельдт | Группа         | Группа         | Группа         |            |            |            |       |                |
| женщины      | Лине Кьярсфельдт |                |                |                |            |            |            |       |                |

Парный разряд
| Соревнование | Спортсмены                              | Групповой этап | Групповой этап | Групповой этап | Групповой этап | 1/4 финала | 1/2 финала | Финал | Итоговое место |
| Соревнование | Спортсмены                              | 1 матч         | 2 матч         | 3 матч         | Место          | 1/4 финала | 1/2 финала | Финал | Итоговое место |
| ------------ | --------------------------------------- | -------------- | -------------- | -------------- | -------------- | ---------- | ---------- | ----- | -------------- |
| мужчины      | Матиас Боэ Карстен Могенсен             | Группа         | Группа         | Группа         | Группа         |            |            |       |                |
| мужчины      | Матиас Боэ Карстен Могенсен             |                |                |                |                |            |            |       |                |
| женщины      | Камилла Рюттер Юль Кристинна Педерсен   | Группа         | Группа         | Группа         | Группа         |            |            |       |                |
| женщины      | Камилла Рюттер Юль Кристинна Педерсен   |                |                |                |                |            |            |       |                |
| микст        | Йоахим Фишер Нильсен Кристинна Педерсен | Группа         | Группа         | Группа         | Группа         |            |            |       |                |
| микст        | Йоахим Фишер Нильсен Кристинна Педерсен |                |                |                |                |            |            |       |                |

### Борьба
В соревнованиях по борьбе, как и на предыдущих трёх Играх, будет разыгрываться 18 комплектов наград. По 6 у мужчин в вольной и греко-римской борьбе и 6 у женщин в вольной борьбе. Турнир пройдёт по олимпийской системе с выбыванием. В утешительный раунд попадают участники, проигравшие в своих поединках будущим финалистам соревнований. Каждый поединок состоит из двух раундов по 3 минуты, победителем становится спортсмен, набравший большее количество технических очков. По окончании схватки, в зависимости от результатов спортсменам начисляются классификационные очки.
Мужчины
Греко-римская борьба
| Соревнование | Спортсмены  | Первый раунд       | 1/8 финала         | Четвертьфинал      | Полуфинал          | Финал              | Место |
| Соревнование | Спортсмены  | Соперник Результат | Соперник Результат | Соперник Результат | Соперник Результат | Соперник Результат | Место |
| ------------ | ----------- | ------------------ | ------------------ | ------------------ | ------------------ | ------------------ | ----- |
| до 75 кг     | Марк Мадсен |                    |                    |                    |                    |                    |       |

### Велоспорт

#### Шоссейный велоспорт
Мужчины
| Соревнование     | Спортсмены           | Время      | Место | Отставание |
| ---------------- | -------------------- | ---------- | ----- | ---------- |
| групповая гонка  | Якоб Фульсанг        | 6:10:05    | 2     | +0:00      |
| групповая гонка  | Кристофер Юль-Йенсен | 6:19:43    | 32    | +9:38      |
| групповая гонка  | Крис Анкер Сёренсен  | 6:30:05    | 60    | +20:00     |
| раздельная гонка | Кристофер Юль-Йенсен | 1:16:49,62 | 19    | +4:34,20   |

#### Трековый велоспорт
Командная гонка преследования
| Соревнование | Спортсмены                                                                                    | Квалификация | Квалификация | Полуфинал      | Полуфинал | Финал          | Место |
| Соревнование | Спортсмены                                                                                    | Время        | Место        | Соперник Время | Место     | Соперник Время | Место |
| ------------ | --------------------------------------------------------------------------------------------- | ------------ | ------------ | -------------- | --------- | -------------- | ----- |
| мужчины      | Лассе Норман Хансен Никлас Ларсен Фредерик Мадсен Каспер Фольсах Расмус Кводе Каспер Педерсен |              |              |                |           |                |       |

Омниум
| Соревнование | Спортсмены          | Круг с хода | Круг с хода | Гонка по очкам | Гонка по очкам | Гонка с выбыванием | Гонка преследования | Гонка преследования | Скретч | Гит с места | Гит с места | Сумма очков | Итоговое место |
| Соревнование | Спортсмены          | Время       | Место       | Очки           | Место          | Место              | Время               | Место               | Место  | Время       | Место       | Сумма очков | Итоговое место |
| ------------ | ------------------- | ----------- | ----------- | -------------- | -------------- | ------------------ | ------------------- | ------------------- | ------ | ----------- | ----------- | ----------- | -------------- |
| мужчины      | Лассе Норман Хансен |             |             |                |                |                    |                     |                     |        |             |             |             |                |
| женщины      | Амали Дидериксен    |             |             |                |                |                    |                     |                     |        |             |             |             |                |

#### Маунтинбайк
Мужчины
| Соревнование | Спортсмены       | Время | Место | Отставание |
| ------------ | ---------------- | ----- | ----- | ---------- |
| кросс-кантри | Симон Андреассен |       |       |            |

Женщины
| Соревнование | Спортсмены     | Время | Место | Отставание |
| ------------ | -------------- | ----- | ----- | ---------- |
| кросс-кантри | Анника Лангвад |       |       |            |

#### BMX
Мужчины
| Соревнование | Спортсмены      | Квалификация | Квалификация | 1\4 финала | 1\4 финала  | 1\4 финала  | 1\4 финала  | 1\4 финала  | 1\4 финала  | 1\4 финала | 1\4 финала | 1\2 финала | 1\2 финала  | 1\2 финала  | 1\2 финала  | 1\2 финала | 1\2 финала | Финал | Финал | Место |
| Соревнование | Спортсмены      | Время        | Место        | Заезд      | 1 гонка     | 2 гонка     | 3 гонка     | 4 гонка     | 5 гонка     | Всего      | Место      | Заезд      | 1 гонка     | 2 гонка     | 3 гонка     | Всего      | Место      | Финал | Финал | Место |
| Соревнование | Спортсмены      | Время        | Место        | Заезд      | Время Место | Время Место | Время Место | Время Место | Время Место | Всего      | Место      | Заезд      | Время Место | Время Место | Время Место | Всего      | Место      | Время | Место | Место |
| ------------ | --------------- | ------------ | ------------ | ---------- | ----------- | ----------- | ----------- | ----------- | ----------- | ---------- | ---------- | ---------- | ----------- | ----------- | ----------- | ---------- | ---------- | ----- | ----- | ----- |
| BMX          | Никлас Лаустсен |              |              |            |             |             |             |             |             |            |            |            |             |             |             |            |            |       |       |       |

Женщины
| Соревнование | Спортсмены  | Квалификация | Квалификация | 1\2 финала | 1\2 финала  | 1\2 финала  | 1\2 финала  | 1\2 финала | 1\2 финала | Финал | Финал | Место |
| Соревнование | Спортсмены  | Время        | Место        | Заезд      | 1 гонка     | 2 гонка     | 3 гонка     | Всего      | Место      | Финал | Финал | Место |
| Соревнование | Спортсмены  | Время        | Место        | Заезд      | Время Место | Время Место | Время Место | Всего      | Место      | Время | Место | Место |
| ------------ | ----------- | ------------ | ------------ | ---------- | ----------- | ----------- | ----------- | ---------- | ---------- | ----- | ----- | ----- |
| BMX          | Симоне Тече |              |              |            |             |             |             |            |            |       |       |       |

### Водные виды спорта

#### Плавание
В следующий раунд на каждой дистанции проходят спортсмены, показавшие лучший результат, независимо от места, занятого в своём заплыве.
Мужчины
| Дистанция                   | Спортсмены                                                     | Предварительный раунд | Предварительный раунд | Предварительный раунд | Полуфинал             | Полуфинал             | Полуфинал             | Финал                 | Финал                 |
| Дистанция                   | Спортсмены                                                     | Заплыв                | Результат             | Место                 | Заплыв                | Результат             | Место                 | Результат             | Место                 |
| --------------------------- | -------------------------------------------------------------- | --------------------- | --------------------- | --------------------- | --------------------- | --------------------- | --------------------- | --------------------- | --------------------- |
| 400 метров вольным стилем   | Антон Ипсен                                                    | 4                     | 3:48,31               | 20                    | не проводится         | не проводится         | не проводится         | завершил выступление  | завершил выступление  |
| 400 метров вольным стилем   | Мадс Глеснер                                                   | 4                     | 3:52,59               | 36                    | не проводится         | не проводится         | не проводится         | завершил выступление  | завершил выступление  |
| 1500 метров вольным стилем  | Пэл Йонсен                                                     |                       |                       |                       | не проводится         | не проводится         | не проводится         |                       |                       |
| 1500 метров вольным стилем  | Антон Ипсен                                                    |                       |                       |                       | не проводится         | не проводится         | не проводится         |                       |                       |
| 200 метров баттерфляем      | Виктор Бромер                                                  | 4                     | 1:55,77               | 7 Q                   | 2                     | 1:55,59               | 7 Q                   | 1:55,64               | 6                     |
| Эстафета                    | Предварительный раунд                                          | Предварительный раунд | Предварительный раунд | Предварительный раунд | Финал                 | Финал                 | Финал                 | Финал                 | Финал                 |
| Эстафета                    | Состав                                                         | Заплыв                | Результат             | Место                 | Состав                | Состав                | Состав                | Результат             | Место                 |
| 4×200 метров вольным стилем | Андерс Лиэ Нильсен Даниэль Сконинг Сёрен Даль Магнус Вестерман | 2                     | 7:12,66               | 12                    | завершили выступление | завершили выступление | завершили выступление | завершили выступление | завершили выступление |

Женщины
| Дистанция                    | Спортсмены                                                                           | Предварительный раунд | Предварительный раунд | Предварительный раунд | Полуфинал             | Полуфинал             | Полуфинал             | Финал                 | Финал                 |
| Дистанция                    | Спортсмены                                                                           | Заплыв                | Результат             | Место                 | Заплыв                | Результат             | Место                 | Результат             | Место                 |
| ---------------------------- | ------------------------------------------------------------------------------------ | --------------------- | --------------------- | --------------------- | --------------------- | --------------------- | --------------------- | --------------------- | --------------------- |
| 50 метров вольным стилем     | Пернилле Блуме                                                                       |                       |                       |                       |                       |                       |                       |                       |                       |
| 50 метров вольным стилем     | Джанетт Оттесен                                                                      |                       |                       |                       |                       |                       |                       |                       |                       |
| 100 метров вольным стилем    | Пернилле Блуме                                                                       | 5                     | 54,15                 | 11 Q                  |                       |                       |                       |                       |                       |
| 100 метров вольным стилем    | Джанетт Оттесен                                                                      | 5                     | 53,53                 | 5 Q                   |                       |                       |                       |                       |                       |
| 400 метров вольным стилем    | Лотте Фрийс                                                                          | 2                     | 4:07,13               | 11                    | не проводится         | не проводится         | не проводится         | завершила выступление | завершила выступление |
| 800 метров вольным стилем    | Лотте Фрийс                                                                          |                       |                       |                       | не проводится         | не проводится         | не проводится         |                       |                       |
| 100 метров баттерфляем       | Джанетт Оттесен                                                                      | 6                     | 57,15                 | 6 Q                   | 1                     | 57,47                 | 7 Q                   | 57,17                 | 7                     |
| 100 метров на спине          | Мие Нильсен                                                                          | 4                     | 59,13                 | 4 Q                   | 1                     | 59,18                 | 6 Q                   | 58,80                 | 5                     |
| 100 метров брассом           | Рикке Мёллер Педерсен                                                                | 4                     | 1:06,58               | 6 Q                   | 1                     | 1:07,07               | 10                    | завершила выступление | завершила выступление |
| 200 метров брассом           | Рикке Мёллер Педерсен                                                                | 2                     | 2:22,72               | 1 Q                   |                       |                       |                       |                       |                       |
| Эстафета                     | Предварительный раунд                                                                | Предварительный раунд | Предварительный раунд | Предварительный раунд | Финал                 | Финал                 | Финал                 | Финал                 | Финал                 |
| Эстафета                     | Состав                                                                               | Заплыв                | Результат             | Место                 | Состав                | Состав                | Состав                | Результат             | Место                 |
| 4×100 метров вольным стилем  | Пернилле Блуме (54,54) Юлие Кепп Йенсен (54,79) Сара Бро (55,75) Мие Нильсен (54,37) | 1                     | 3:39,45               | 12                    | завершили выступление | завершили выступление | завершили выступление | завершили выступление | завершили выступление |
| 4×100 метров комбинированная | Пернилле Блуме Мие Нильсен Джанетт Оттесен Рикке Мёллер Педерсен                     |                       |                       |                       |                       |                       |                       |                       |                       |

### Гандбол

#### Мужчины
Мужская сборная Дании пробилась на Игры, заняв первое место в олимпийском квалификационном турнире, который проходил с 8 по 10 апреля 2016 года в Хернинге.
Состав
| Номер         | Имя                   | Дата рождения    | Рост, см | Вес, кг | Клуб                   | Игры    | Голы    |
| Вратари       | Вратари               | Вратари          | Вратари  | Вратари | Вратари                | Вратари | Вратари |
| ------------- | --------------------- | ---------------- | -------- | ------- | ---------------------- | ------- | ------- |
| 1             | Никлас Ландин         | 19 декабря 1988  | 201      |         | Киль                   |         |         |
| 16            | Янник Грин            | 29 сентября 1988 | 195      |         | Магдебург              |         |         |
| Крайние       |                       |                  |          |         |                        |         |         |
| 6             | Каспер Мортенсен      | 14 декабря 1989  | 189      |         | Ганновер-Бурдгоф       |         |         |
| 17            | Лассе Сван Хансен     | 31 августа 1983  | 184      |         | Фленсбург-Хандевит     |         |         |
| Разыгрывающие |                       |                  |          |         |                        |         |         |
| 5             | Мадс Менса Ларсен     | 12 августа 1991  | 188      |         | Райн-Неккар Лёвен      |         |         |
| 30            | Мортен Ольсен         | 11 октября 1984  | 184      |         | Ганновер-Бурдгоф       |         |         |
| Полусредние   |                       |                  |          |         |                        |         |         |
| 3             | Мадс Кристиансен      | 3 мая 1986       | 194      |         | Бьеррингбро-Силькеборг |         |         |
| 21            | Хенрик Мёльгор        | 2 января 1985    | 196      |         | Пари Сен-Жермен        |         |         |
| 22            | Каспер Сённергор      | 9 июня 1981      | 196      |         | Скерн                  |         |         |
| 24            | Миккель Хансен        | 22 октября 1987  | 196      |         | Пари Сен-Жермен        |         |         |
| 27            | Микаэль Дамгор        | 18 марта 1990    | 192      |         | Магдебург              |         |         |
| Линейные      |                       |                  |          |         |                        |         |         |
| 15            | Йеспер Бриан Нёддесбо | 23 октября 1980  | 199      |         | Барселона              |         |         |
| 19            | Рене Тофт Хансен      | 11 января 1984   | 200      |         | Киль                   |         |         |
| 23            | Хенрик Тофт Хансен    | 18 декабря 1986  | 200      |         | Фленсбург-Хандевит     |         |         |

| Имя                   | Гражданство | Дата рождения   |
| --------------------- | ----------- | --------------- |
| Гудмундур Гудмундссон | Исландия    | 23 декабря 1960 |

Результаты
Групповой этап (Группа A)
| Место | Команда   | И | В | Н | П | ГЗ  | ГП  | +/- | Очки |
| ----- | --------- | - | - | - | - | --- | --- | --- | ---- |
| 1     | Хорватия  | 5 | 4 | 0 | 1 | 147 | 134 | +13 | 8    |
| 2     | Франция   | 5 | 4 | 0 | 1 | 152 | 126 | +26 | 8    |
| 3     | Дания     | 5 | 3 | 0 | 2 | 136 | 127 | +9  | 6    |
| 4     | Катар     | 5 | 2 | 1 | 2 | 122 | 127 | -5  | 5    |
| 5     | Аргентина | 5 | 1 | 0 | 4 | 110 | 126 | -16 | 2    |
| 6     | Тунис     | 5 | 0 | 1 | 4 | 118 | 145 | -27 | 1    |

| 2016-08-07 14:40 UTC-3 | Дания                        | 25:19   | Аргентина       | Арена ду Футуру, Рио-де-Жанейро Зрителей: 6620 Судьи: Лах, Сок (SLO) |
| 2016-08-07 14:40 UTC-3 | Миккель Хансен, Лассе Сван 6 | (10:10) | 7 Пабло Симонет | Арена ду Футуру, Рио-де-Жанейро Зрителей: 6620 Судьи: Лах, Сок (SLO) |
| 2016-08-07 14:40 UTC-3 | 4× 3× 1×                     | Отчёт   | 3×              | Арена ду Футуру, Рио-де-Жанейро Зрителей: 6620 Судьи: Лах, Сок (SLO) |

| 2016-08-09 14:40 UTC-3 | Тунис            | 23:31             | Дания                            | Арена ду Футуру, Рио-де-Жанейро Зрителей: 5800 Судьи: Пинто, Менезес (BRA) |
| 2016-08-09 14:40 UTC-3 | Ваэль Жаллуз — 5 | (10:16)           | 8 — Каспер Мортенсен, Лассе Сван | Арена ду Футуру, Рио-де-Жанейро Зрителей: 5800 Судьи: Пинто, Менезес (BRA) |
| 2016-08-09 14:40 UTC-3 | 2× 1×            | Статистика, Отчёт | 3×                               | Арена ду Футуру, Рио-де-Жанейро Зрителей: 5800 Судьи: Пинто, Менезес (BRA) |

| 2016-08-11 14:40 UTC-3 | Дания | − : − | Хорватия | Фьючер Арена, Рио-де-Жанейро |
| 2016-08-11 14:40 UTC-3 |       |       |          | Фьючер Арена, Рио-де-Жанейро |
| 2016-08-11 14:40 UTC-3 |       |       |          | Фьючер Арена, Рио-де-Жанейро |

| 2016-08-13 14:40 UTC-3 | Дания | − : − | Катар | Фьючер Арена, Рио-де-Жанейро |
| 2016-08-13 14:40 UTC-3 |       |       |       | Фьючер Арена, Рио-де-Жанейро |
| 2016-08-13 14:40 UTC-3 |       |       |       | Фьючер Арена, Рио-де-Жанейро |

| 2016-08-15 14:40 UTC-3 | Франция | − : − | Дания | Фьючер Арена, Рио-де-Жанейро |
| 2016-08-15 14:40 UTC-3 |         |       |       | Фьючер Арена, Рио-де-Жанейро |
| 2016-08-15 14:40 UTC-3 |         |       |       | Фьючер Арена, Рио-де-Жанейро |

### Гольф
Последний раз соревнования по гольфу в рамках Олимпийских игр проходили в 1904 году. Соревнования гольфистов пройдут на 18-луночном поле, со счётом 72 пар. Каждый участник пройдёт все 18 лунок по 4 раза.
Мужчины
| Соревнование | Спортсмены      | Первый раунд | Первый раунд | Второй раунд | Второй раунд | Третий раунд | Третий раунд | Четвёртый раунд | Четвёртый раунд | Итоговый результат | Итоговое место |
| Соревнование | Спортсмены      | Очки         | Место        | Очки         | Место        | Очки         | Место        | Очки            | Место           | Итоговый результат | Итоговое место |
| ------------ | --------------- | ------------ | ------------ | ------------ | ------------ | ------------ | ------------ | --------------- | --------------- | ------------------ | -------------- |
| мужчины      | Сёрен Кельдсен  |              |              |              |              |              |              |                 |                 |                    |                |
| мужчины      | Торбьёрн Олесен |              |              |              |              |              |              |                 |                 |                    |                |

Женщины
| Соревнование | Спортсмены         | Первый раунд | Первый раунд | Второй раунд | Второй раунд | Третий раунд | Третий раунд | Четвёртый раунд | Четвёртый раунд | Итоговый результат | Итоговое место |
| Соревнование | Спортсмены         | Очки         | Место        | Очки         | Место        | Очки         | Место        | Очки            | Место           | Итоговый результат | Итоговое место |
| ------------ | ------------------ | ------------ | ------------ | ------------ | ------------ | ------------ | ------------ | --------------- | --------------- | ------------------ | -------------- |
| женщины      | Николь Брох Ларсен |              |              |              |              |              |              |                 |                 |                    |                |
| женщины      | Нанна Мадсен       |              |              |              |              |              |              |                 |                 |                    |                |

### Гребля на байдарках и каноэ

#### Гребля на гладкой воде
Соревнования по гребле на байдарках и каноэ на гладкой воде проходят в лагуне Родригу-ди-Фрейташ, которая находится на территории города Рио-де-Жанейро. В каждой дисциплине соревнования проходят в три этапа: предварительный раунд, полуфинал и финал.
Мужчины
| Соревнование                   | Спортсмены            | Предварительный раунд | Предварительный раунд | Предварительный раунд | Полуфинал | Полуфинал | Полуфинал | Финал | Финал | Итоговое место |
| Соревнование                   | Спортсмены            | Заплыв                | Время                 | Место                 | Заплыв    | Время     | Место     | Время | Место | Итоговое место |
| ------------------------------ | --------------------- | --------------------- | --------------------- | --------------------- | --------- | --------- | --------- | ----- | ----- | -------------- |
| байдарки-одиночки, 1000 метров | Рене Хольтен Поульсен |                       |                       |                       |           |           |           |       |       |                |

Женщины
| Соревнование                  | Спортсмены                                                         | Предварительный раунд | Предварительный раунд | Предварительный раунд | Полуфинал | Полуфинал | Полуфинал | Финал | Финал | Итоговое место |
| Соревнование                  | Спортсмены                                                         | Заплыв                | Время                 | Место                 | Заплыв    | Время     | Место     | Время | Место | Итоговое место |
| ----------------------------- | ------------------------------------------------------------------ | --------------------- | --------------------- | --------------------- | --------- | --------- | --------- | ----- | ----- | -------------- |
| байдарки-одиночки, 200 метров | Хенриетте Хансен                                                   |                       |                       |                       |           |           |           |       |       |                |
| байдарки-одиночки, 500 метров | Эмма Остранн Йёргенсен                                             |                       |                       |                       |           |           |           |       |       |                |
| байдарки-двойки, 500 метров   | Амали Томсен Ида Виллумсен                                         |                       |                       |                       |           |           |           |       |       |                |
| байдарки-четвёрки, 500 метров | Хенриетте Хансен Эмма Остранн Йёргенсен Ида Виллумсен Амали Томсен |                       |                       |                       |           |           |           |       |       |                |

### Конный спорт
Выездка
Соревнования по выездке включали в себе три теста высшего уровня сложности по системе Международной федерации конного спорта (FEI): Большой Приз (англ. Grand Prix), Переездка Большого Приза (англ. Grand Prix Special) и КЮР Большого приза (англ. Grand Prix Freestyle). Итоговая оценка в каждом из тестов рассчитывалась, как среднее арифметическое значение оценок семи судей. В командный зачёт шли результаты Большого Приза и Переездки Большого Приза, а итоговая оценка рассчитывалась, как среднее значение оценок за два теста.
| Соревнование      | Спортсмены                                               | Большой Приз                       | Большой Приз | Переездка Большого Приза | Переездка Большого Приза | КЮР Большого Приза | КЮР Большого Приза | Всего     | Всего |
| Соревнование      | Спортсмены                                               | Результат                          | Место        | Результат                | Место                    | Результат          | Место              | Результат | Место |
| ----------------- | -------------------------------------------------------- | ---------------------------------- | ------------ | ------------------------ | ------------------------ | ------------------ | ------------------ | --------- | ----- |
| личная выездка    | Катрин Дюфур лошадь — Cassidy                            | 76,657                             | 10 Q         |                          |                          |                    |                    |           |       |
| личная выездка    | Анна Каспшак лошадь — Donnperignon                       | 73,943                             | 23 Q         |                          |                          |                    |                    |           |       |
| личная выездка    | Агнет Кирк Тинггор лошадь — Jojo                         | 72,229                             | 27 Q         |                          |                          |                    |                    |           |       |
| личная выездка    | Андерс Даль лошадь — Selten                              | 69,900                             | 37 Q         |                          |                          |                    |                    |           |       |
| командная выездка | Катрин Дюфур Анна Каспшак Агнет Кирк Тинггор Андерс Даль | 74,276 76,657 73,943 72,229 69,900 | 6 Q          |                          |                          | не проводится      | не проводится      |           |       |

### Лёгкая атлетика
Датская федерация лёгкой атлетики установила для своих спортсменов более жёсткие квалификационные нормативы в шоссейных дисциплинах. В результате этого на данный момент на Игры не смогли отобраться 4 марафонца, выполнивших нормативы IAAF.
Мужчины
Беговые дисциплины
| Дисциплина                         | Спортсмен        | Предварительный раунд | Предварительный раунд | Предварительный раунд | Четвертьфиналы | Четвертьфиналы | Четвертьфиналы | Полуфиналы    | Полуфиналы    | Полуфиналы    | Финал | Финал |
| Дисциплина                         | Спортсмен        | Забег                 | Время                 | Место                 | Забег          | Время          | Место          | Забег         | Время         | Место         | Время | Место |
| ---------------------------------- | ---------------- | --------------------- | --------------------- | --------------------- | -------------- | -------------- | -------------- | ------------- | ------------- | ------------- | ----- | ----- |
| бег на 800 метров                  | Андреас Бубе     |                       |                       |                       | не проводится  | не проводится  | не проводится  |               |               |               |       |       |
| бег на 3000 метров с препятствиями | Оле Хессельбьерг |                       |                       |                       | не проводится  | не проводится  | не проводится  | не проводится | не проводится | не проводится |       |       |

Шоссейные дисциплины
| Дисциплина | Спортсмен | Время | Место | Отставание |
| ---------- | --------- | ----- | ----- | ---------- |
| марафон    | Абди Улад |       |       |            |

Женщины
Беговые дисциплины
| Дисциплина                         | Спортсмен         | Предварительный раунд | Предварительный раунд | Предварительный раунд | Четвертьфиналы | Четвертьфиналы | Четвертьфиналы | Полуфиналы    | Полуфиналы    | Полуфиналы    | Финал | Финал |
| Дисциплина                         | Спортсмен         | Забег                 | Время                 | Место                 | Забег          | Время          | Место          | Забег         | Время         | Место         | Время | Место |
| ---------------------------------- | ----------------- | --------------------- | --------------------- | --------------------- | -------------- | -------------- | -------------- | ------------- | ------------- | ------------- | ----- | ----- |
| бег на 3000 метров с препятствиями | Анна-Эмили Мёллер |                       |                       |                       | не проводится  | не проводится  | не проводится  | не проводится | не проводится | не проводится |       |       |
| бег на 400 метров с барьерами      | Сара Петерсен     |                       |                       |                       | не проводится  | не проводится  | не проводится  |               |               |               |       |       |
| бег на 400 метров с барьерами      | Стина Троэст      |                       |                       |                       | не проводится  | не проводится  | не проводится  |               |               |               |       |       |

Шоссейные дисциплины
| Дисциплина | Спортсмен          | Время | Место | Отставание |
| ---------- | ------------------ | ----- | ----- | ---------- |
| марафон    | Анна Баумайстер    |       |       |            |
| марафон    | Джессика Петерссон |       |       |            |

### Настольный теннис
Соревнования по настольному теннису проходили по системе плей-офф. Каждый матч продолжается до тех пор, пока один из теннисистов не выигрывает 4 партии. Сильнейшие 16 спортсменов начинали соревнования с третьего раунда, следующие 16 по рейтингу стартовали со второго раунда.
Мужчины
| Соревнование     | Спортсмены        | Квалификация       | Первый раунд       | Второй раунд       | Третий раунд        | Четвертый раунд      | Четвертьфинал        | Полуфинал            | Финал                | Место                |
| Соревнование     | Спортсмены        | Соперник Результат | Соперник Результат | Соперник Результат | Соперник Результат  | Соперник Результат   | Соперник Результат   | Соперник Результат   | Соперник Результат   | Место                |
| ---------------- | ----------------- | ------------------ | ------------------ | ------------------ | ------------------- | -------------------- | -------------------- | -------------------- | -------------------- | -------------------- |
| одиночный разряд | Йонатан Грот (22) | не участвовал      | не участвовал      | FINБ. Олах В 4:0   | CHNМа Лун (1) П 0:4 | завершил выступление | завершил выступление | завершил выступление | завершил выступление | завершил выступление |

### Парусный спорт
Соревнования по парусному спорту в каждом из классов состояли из 10 гонок, за исключением класса 49-й, где проводилось 12 заездов. В каждой гонке спортсмены начинали заплыв с общего старта. Победителем каждой из гонок становился экипаж, первым пересекший финишную черту. Количество очков, идущих в общий зачёт, соответствовало занятому командой месту. 10 лучших экипажей по результатам 10 заплывов попадали в медальную гонку, результаты которой также шли в общий зачёт. В медальной гонке, очки, полученные экипажем удваивались. В случае если участник соревнований не смог завершить гонку ему начислялось количество очков, равное количеству участников плюс один. При итоговом подсчёте очков не учитывался худший результат, показанный экипажем в одной из гонок. Сборная, набравшая наименьшее количество очков, становится олимпийским чемпионом.
Мужчины
| Класс | Спортсмены                        | Гонка | Гонка | Гонка | Гонка | Гонка | Гонка | Гонка | Гонка | Гонка | Гонка | Гонка         | Гонка         | Гонка | Очки | Место |
| Класс | Спортсмены                        | 1     | 2     | 3     | 4     | 5     | 6     | 7     | 8     | 9     | 10    | 11            | 12            | M     | Очки | Место |
| ----- | --------------------------------- | ----- | ----- | ----- | ----- | ----- | ----- | ----- | ----- | ----- | ----- | ------------- | ------------- | ----- | ---- | ----- |
| RS:X  | Себастьян Фляйшер                 |       |       |       |       |       |       |       |       |       |       | Не проводится | Не проводится |       |      |       |
| Лазер | Микаэль Хансен                    |       |       |       |       |       |       |       |       |       |       | Не проводится | Не проводится |       |      |       |
| Финн  | Йонас Хёг-Кристенсен              |       |       |       |       |       |       |       |       |       |       | Не проводится | Не проводится |       |      |       |
| 49-й  | Кристиан Петер Любек Йонас Варрер |       |       |       |       |       |       |       |       |       |       |               |               |       |      |       |

Женщины
В классе «Лазер Радиал» Данию представляла действующая чемпионка мира Анне-Мари Риндом. Только в одной гонке датчанка смогла прийти к финишу первой, но стабильно высокие результаты, показанные в других гонках позволили ей до последнего бороться за победу. Перед началом медальной гонки Риндом шла на 2-м месте, уступая лидирующей голландке Марит Бауместер всего 8 очков. Однако в решающей гонке Анне-Мари пришла к финишу только 8-й, в результате чего её смогла опередить ирландка Аннализ Мёрфи.
| Класс        | Спортсмены                            | Гонка | Гонка | Гонка  | Гонка | Гонка | Гонка | Гонка | Гонка | Гонка | Гонка | Гонка         | Гонка         | Гонка | Очки | Место |
| Класс        | Спортсмены                            | 1     | 2     | 3      | 4     | 5     | 6     | 7     | 8     | 9     | 10    | 11            | 12            | M     | Очки | Место |
| ------------ | ------------------------------------- | ----- | ----- | ------ | ----- | ----- | ----- | ----- | ----- | ----- | ----- | ------------- | ------------- | ----- | ---- | ----- |
| RS:X         | Лерке Буль-Хансен                     |       |       |        |       |       |       |       |       |       |       | Не проводится | Не проводится |       |      |       |
| Лазер Радиал | Анне-Мари Риндом                      | 5     | 8     | 38 DSQ | 3     | 3     | 1     | 4     | 6     | 22    | 3     | Не проводится | Не проводится | 16    | 71   | 3     |
| 49-й FX      | Йена Маи Хансен Катя Сальсков-Иверсен |       |       |        |       |       |       |       |       |       |       |               |               |       |      |       |

Открытый класс
Соревнования в олимпийском классе катамаранов Накра 17 дебютируют в программе летних Олимпийских игр. Каждый экипаж представлен смешанным дуэтом яхтсменов.
| Класс    | Спортсмены                   | Гонка | Гонка | Гонка | Гонка | Гонка | Гонка | Гонка | Гонка | Гонка | Гонка | Гонка | Очки | Место |
| Класс    | Спортсмены                   | 1     | 2     | 3     | 4     | 5     | 6     | 7     | 8     | 9     | 10    | M     | Очки | Место |
| -------- | ---------------------------- | ----- | ----- | ----- | ----- | ----- | ----- | ----- | ----- | ----- | ----- | ----- | ---- | ----- |
| Накра 17 | Аллан Нёррегор Анетте Виборг |       |       |       |       |       |       |       |       |       |       |       |      |       |

### Стрельба
В январе 2013 года Международная федерация спортивной стрельбы приняла новые правила проведения соревнований на 2013—2016 года, которые, в частности, изменили порядок проведения финалов. Во многих дисциплинах спортсмены, прошедшие в финал, теперь начинают решающий раунд без очков, набранных в квалификации, а финал проходит по системе с выбыванием. Также в финалах после каждого раунда стрельбы из дальнейшей борьбы выбывает спортсмен с наименьшим количеством баллов. В скоростном пистолете решающие поединки проходят по системе попал-промах. В стендовой стрельбе добавился полуфинальный раунд, где определяются по два участника финального матча и поединка за третье место.
Мужчины
| Соревнование             | Спортсмены      | Квалификация | Квалификация | Полуфинал     | Полуфинал     | Финал               | Финал |
| Соревнование             | Спортсмены      | Результат    | Место        | Результат     | Место         | Соперник/ Результат | Место |
| ------------------------ | --------------- | ------------ | ------------ | ------------- | ------------- | ------------------- | ----- |
| винтовка лёжа, 50 метров | Торбен Гриммель |              |              | Не проводится | Не проводится |                     |       |
| скит                     | Йеспер Хансен   |              |              |               |               |                     |       |

Женщины
| Соревнование                          | Спортсмены    | Квалификация | Квалификация | Полуфинал     | Полуфинал     | Финал                 | Финал                 |
| Соревнование                          | Спортсмены    | Результат    | Место        | Результат     | Место         | Соперник/ Результат   | Место                 |
| ------------------------------------- | ------------- | ------------ | ------------ | ------------- | ------------- | --------------------- | --------------------- |
| пневматическая винтовка, 10 метров    | Стине Нильсен | 410,1        | 38           | Не проводится | Не проводится | Завершила выступление | Завершила выступление |
| винтовка из трёх положений, 50 метров | Стине Нильсен |              |              | Не проводится | Не проводится |                       |                       |

### Теннис
Соревнования пройдут на кортах олимпийского теннисного центра. Теннисные матчи будут проходить на кортах с твёрдым покрытием DecoTurf, на которых также проходит и Открытый чемпионат США.
Женщины
| Соревнование     | Спортсмены        | 1/32 финала                | 1/16 финала                   | 1/8 финала            | Четвертьфинал         | Полуфинал             | Финал                 | Место                 |
| Соревнование     | Спортсмены        | Соперник Результат         | Соперник Результат            | Соперник Результат    | Соперник Результат    | Соперник Результат    | Соперник Результат    | Место                 |
| ---------------- | ----------------- | -------------------------- | ----------------------------- | --------------------- | --------------------- | --------------------- | --------------------- | --------------------- |
| одиночный разряд | Каролина Возняцки | CZEЛ. Градецкая В 6:2, 6:2 | CZEП. Квитова (11) П 2:6, 4:6 | завершила выступление | завершила выступление | завершила выступление | завершила выступление | завершила выступление |

### Триатлон
Соревнования по триатлону пройдут на территории форта Копакабана. Дистанция состоит из 3-х этапов — плавание (1,5 км), велоспорт (43 км), бег (10 км).
Мужчины
| Соревнование              | Спортсмены      | Плавание | Смена | Велоспорт | Смена | Бег | Итоговое время | Место | Отставание |
| ------------------------- | --------------- | -------- | ----- | --------- | ----- | --- | -------------- | ----- | ---------- |
| индивидуальное первенство | Андреас Шиллинг |          |       |           |       |     |                |       |            |

### Футбол

#### Мужчины
Олимпийская сборная Дании квалифицировалась на Игры, пробившись в полуфинал молодёжного чемпионата Европы 2015 года. В мужском олимпийском турнире примут участие сборные, составленные из игроков не старше 23 лет (родившиеся после 1 января 1993 года). Также в заявку могут войти не более 3-х футболистов старше этого возраста.
Состав
| №              | Имя                  | Клуб              | Дата рождения    | Возраст | Игр     | Голов   |
| Вратари        | Вратари              | Вратари           | Вратари          | Вратари | Вратари | Вратари |
| -------------- | -------------------- | ----------------- | ---------------- | ------- | ------- | ------- |
| 1              | Йеппе Хёйбьерг       | Эсбьерг           | 30 апреля 1995   | 21      | 1       | 0       |
| 18             | Лукас Фернандес      | Сённерйюск        | 1 марта 1993     | 23      | 0       | 0       |
| Защитники      |                      |                   |                  |         |         |         |
| 2              | Миккель Деслер       | Оденсе            | 19 февраля 1995  | 21      | 1       | 0       |
| 3              | Каспер Ларсен        | Гронинген         | 25 января 1993   | 23      | 1       | 0       |
| 4              | Эдигейсон Гомеш*     | Хэнань Констракшн | 17 ноября 1988   | 27      | 1       | 0       |
| 5              | Якоб Блобьерг        | Ольборг           | 11 января 1995   | 21      | 1       | 0       |
| 11             | Якоб Барретт Лаурсен | Оденсе            | 17 ноября 1994   | 21      | 0       | 0       |
| 15             | Паскаль Грегор       | Норшелланн        | 18 февраля 1994  | 22      | 1       | 0       |
| Полузащитники  |                      |                   |                  |         |         |         |
| 6              | Андреас Макссё       | Норшелланн        | 18 марта 1994    | 22      | 1       | 0       |
| 8              | Матиас Хебо          | Фредерисия        | 2 августа 1995   | 21      | 0       | 0       |
| 14             | Каспер Нильсен       | Эсбьерг           | 29 апреля 1994   | 22      | 1       | 0       |
| 17             | Йенс Йонссон         | Орхус             | 10 января 1993   | 23      | 1       | 0       |
| Нападающие     |                      |                   |                  |         |         |         |
| 7              | Лассе Вибе* (к)      | Брентфорд         | 22 февраля 1987  | 29      | 1       | 0       |
| 9              | Николай Брок-Мадсен  | Бирмингем Сити    | 9 января 1993    | 23      | 1       | 0       |
| 10             | Якоб Бруун Ларсен    | Боруссия Дортмунд | 19 сентября 1998 | 17      | 0       | 0       |
| 12             | Фредерик Бёрстинг    | Ольборг           | 13 февраля 1995  | 21      | 1       | 0       |
| 13             | Эмиль Ларсен*        | Люнгбю            | 22 июня 1991     | 25      | 1       | 0       |
| 16             | Роберт Сков          | Силькеборг        | 20 мая 1996      | 20      | 0       | 0       |
| Главный тренер |                      |                   |                  |         |         |         |
| Флаг Дании     | Нильс Фредриксен     | Нильс Фредриксен  | 5 ноября 1970    | 45      |         |         |

Результаты
Групповой этап (Группа A)
| М | Команда  | И | В | Н | П | Мячи  | ±  | О |
| - | -------- | - | - | - | - | ----- | -- | - |
| 1 | Бразилия | 3 | 1 | 2 | 0 | 4 − 0 | +4 | 5 |
| 2 | Дания    | 3 | 1 | 1 | 1 | 1 − 4 | −3 | 4 |
| 3 | Ирак     | 3 | 0 | 3 | 0 | 1 − 1 | 0  | 3 |
| 4 | ЮАР      | 3 | 0 | 2 | 1 | 1 − 2 | −1 | 2 |

| 4 августа 2016 13:00 UTC-3 | \| Ирак \| 0:0 (0:0) Отчёт \| Дания \| | Стадион: Национальный стадион, Бразилиа Зрителей: 18 000 Судья: Сесар Артуро Рамос |
| Ирак                       | 0:0 (0:0) Отчёт                        | Дания                                                                              |

| 7 августа 2016 19:00 UTC-3 | \| Дания \| 1:0 (0:0) Отчёт \| ЮАР \| \| Сков 69′ \| Голы \| \| | Стадион: Национальный стадион, Бразилиа Зрителей: 32 314 Судья: Рюдзи Сато |
| Дания                      | 1:0 (0:0) Отчёт                                                 | ЮАР                                                                        |
| Сков 69′                   | Голы                                                            |                                                                            |

| 10 августа 2016 22:00 UTC-3 | \| Дания \| \| Бразилия \| | Стадион: Фонте-Нова, Салвадор |
| Дания                       |                            | Бразилия                      |